# Grotte de las Calaveras
La grotte de las Calaveras (la « grotte des Crânes ») est une grotte touristique et un site préhistorique situé dans la commune de Benidoleig (comarque de Marina Alta), dans la province d'Alicante, dans la Communauté valencienne, en Espagne,.

## Historique
Lors de la découverte de la grotte en 1768, les crânes de douze personnes y ont été trouvés, donnant ainsi son nom à la grotte.
Différentes expéditions, comme celle menée en 1913 par le préhistorien français Henri Breuil, ont permis de découvrir des vestiges préhistoriques tels que des outils en silex, etc., datant du Paléolithique moyen et du Paléolithique supérieur.

## Description

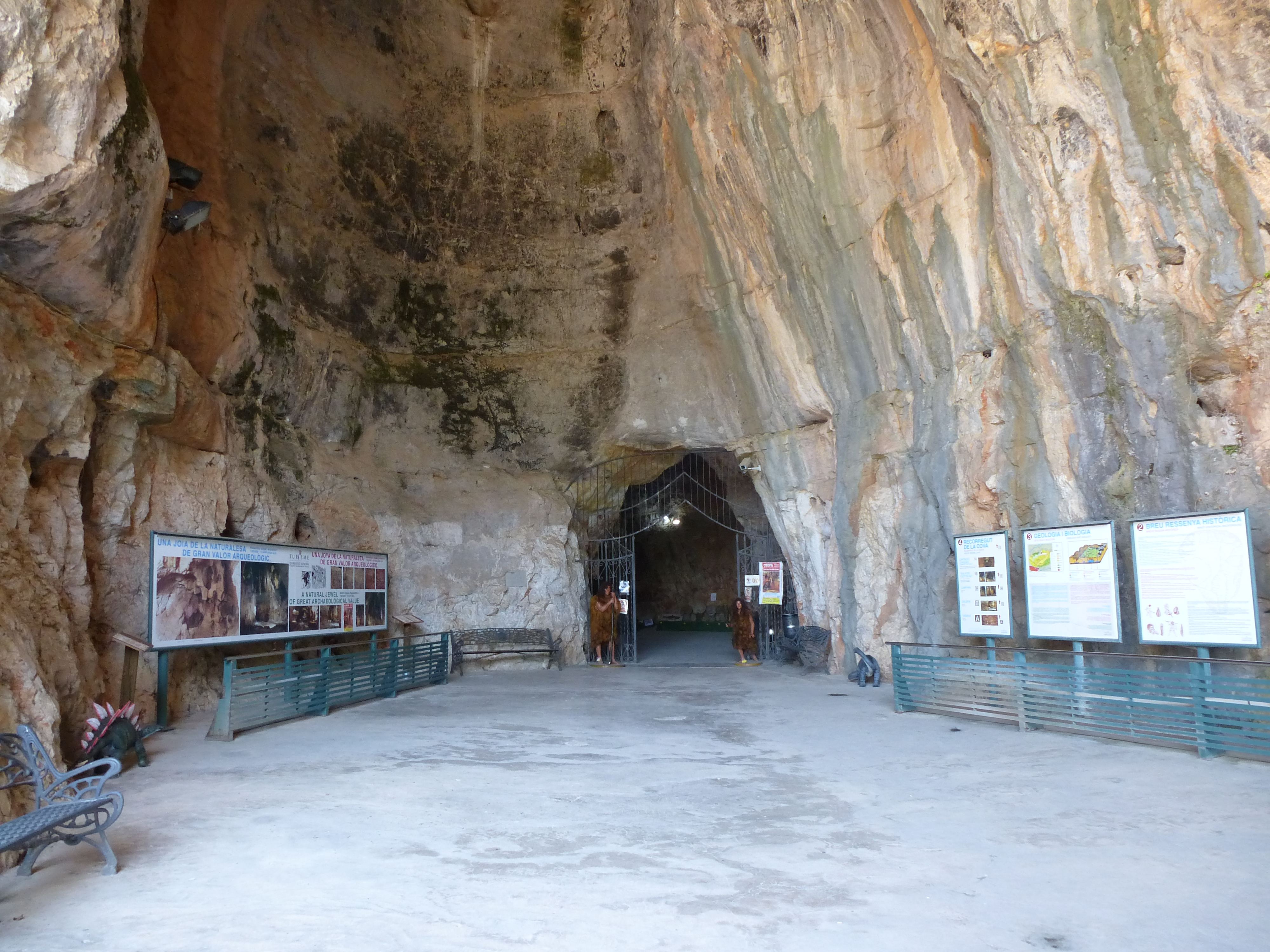
L'entrée de la grotte

La grotte, située sur le versant nord du Seguili (es), s'est formée dans des sédiments calcaires datés d'environ 135 millions d'années. Elle a une longueur de 440 m et une hauteur atteignant jusqu'à 20 m par endroits. Elle comprend deux zones : une zone inondée, d'une longueur d'environ 200 m, allant d'une distance de 240 m de l'entrée jusqu'à son extrémité, et une zone sèche, ouverte aux visiteurs. L'eau de la zone inondée est utilisée pour l'irrigation via un conduit aménagé.
Les parois de la partie antérieure de la grotte s'élèvent relativement doucement, tandis que les parois et les plafonds de la partie postérieure sont très fissurés et formés de stalagmites et de stalactites. La température dans la grotte, comprise entre 18 et 19 degrés, et la disponibilité constante de l'eau rendaient la grotte très adaptée à une utilisation comme lieu d'habitation.

## Vestiges archéologiques
Les crânes trouvés dans la grotte seraient ceux de douze personnes qui, croit-on, se seraient noyées à cause d'une forte inondation qui les aurait empêchées de sortir.
Henri Breuil a daté les vestiges les plus anciens à plus de 40 000 ans. Des os fossiles de chevaux, de caprins, de cerfs, de sangliers, de lapins, d'ours, de lions des cavernes, de hyènes et d'hippopotames ont été trouvés. La grosse molaire d'un rhinocéros est aujourd'hui conservée au Musée archéologique d'Alicante, avec des outils lithiques, des pointes de flèches et d'autres objets de l'époque. 

## Galerie

Vues de l'intérieur de la grotte
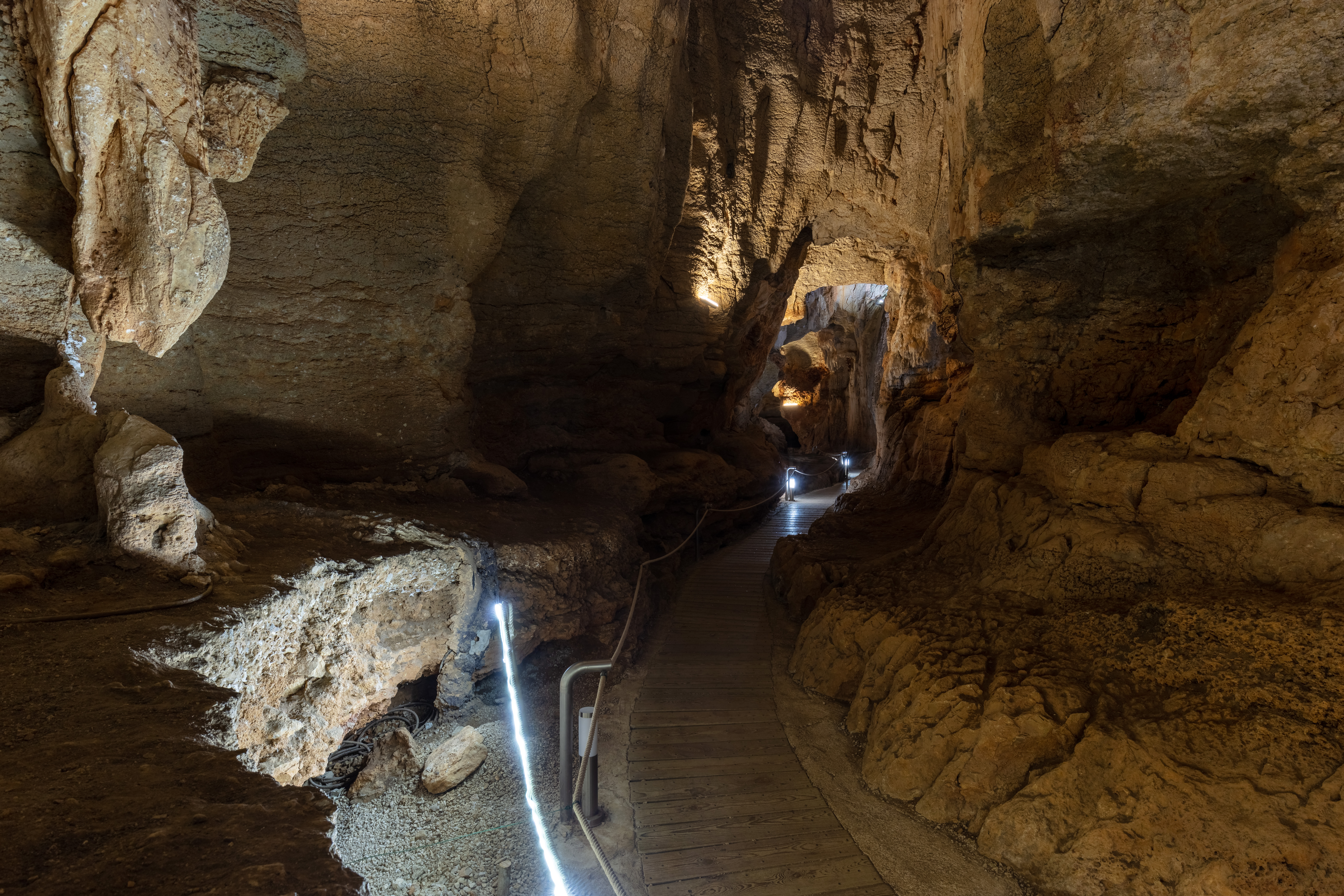
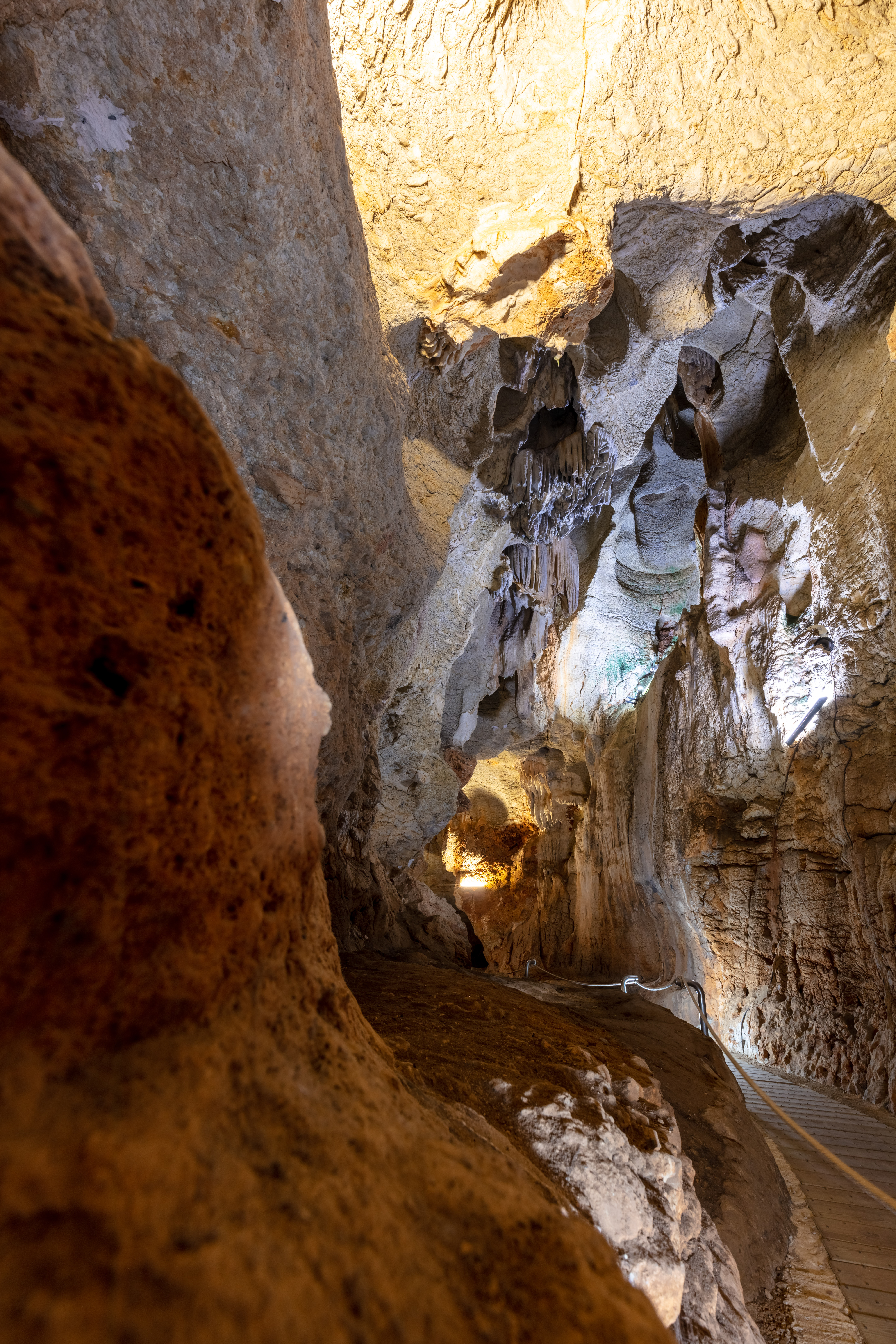
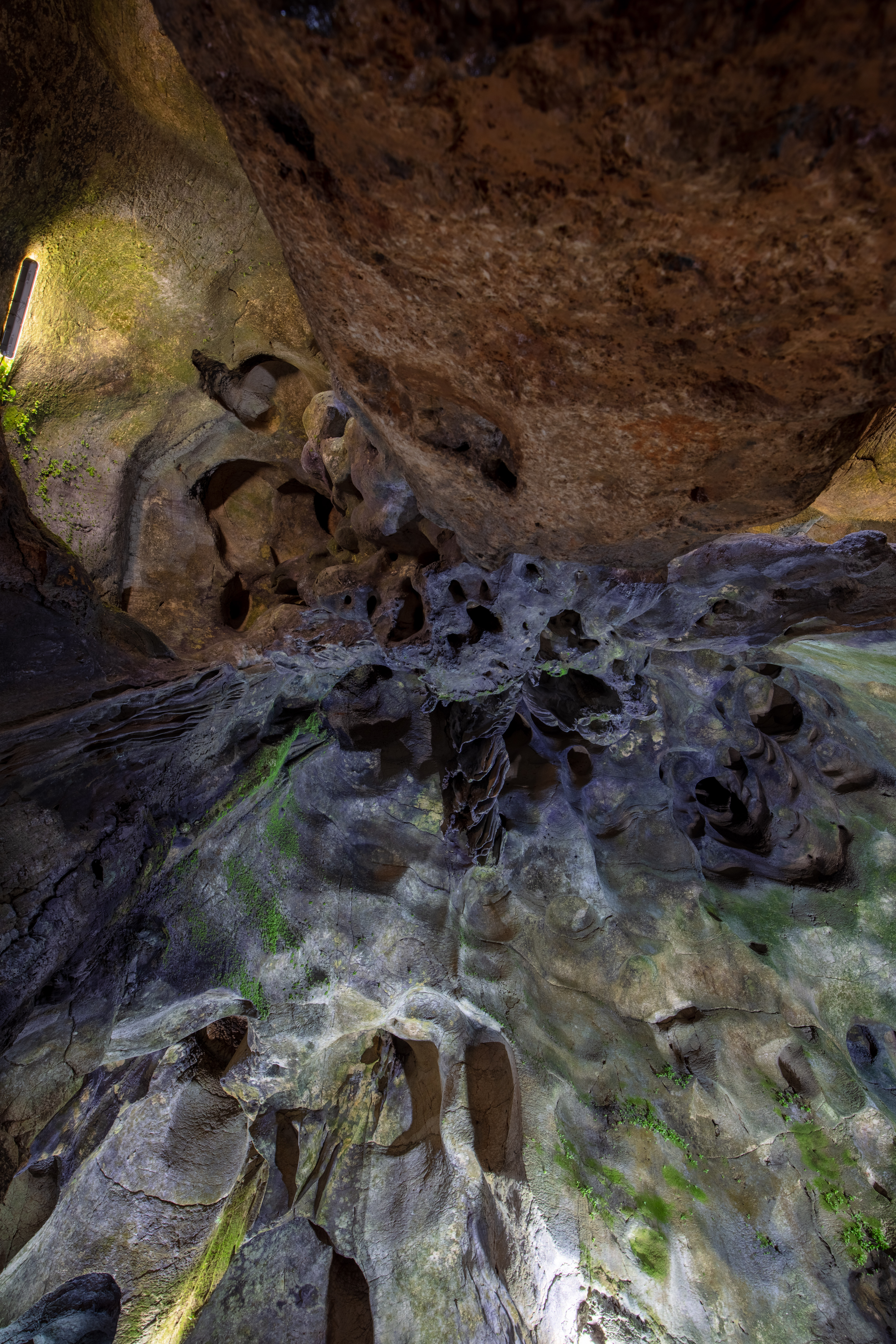
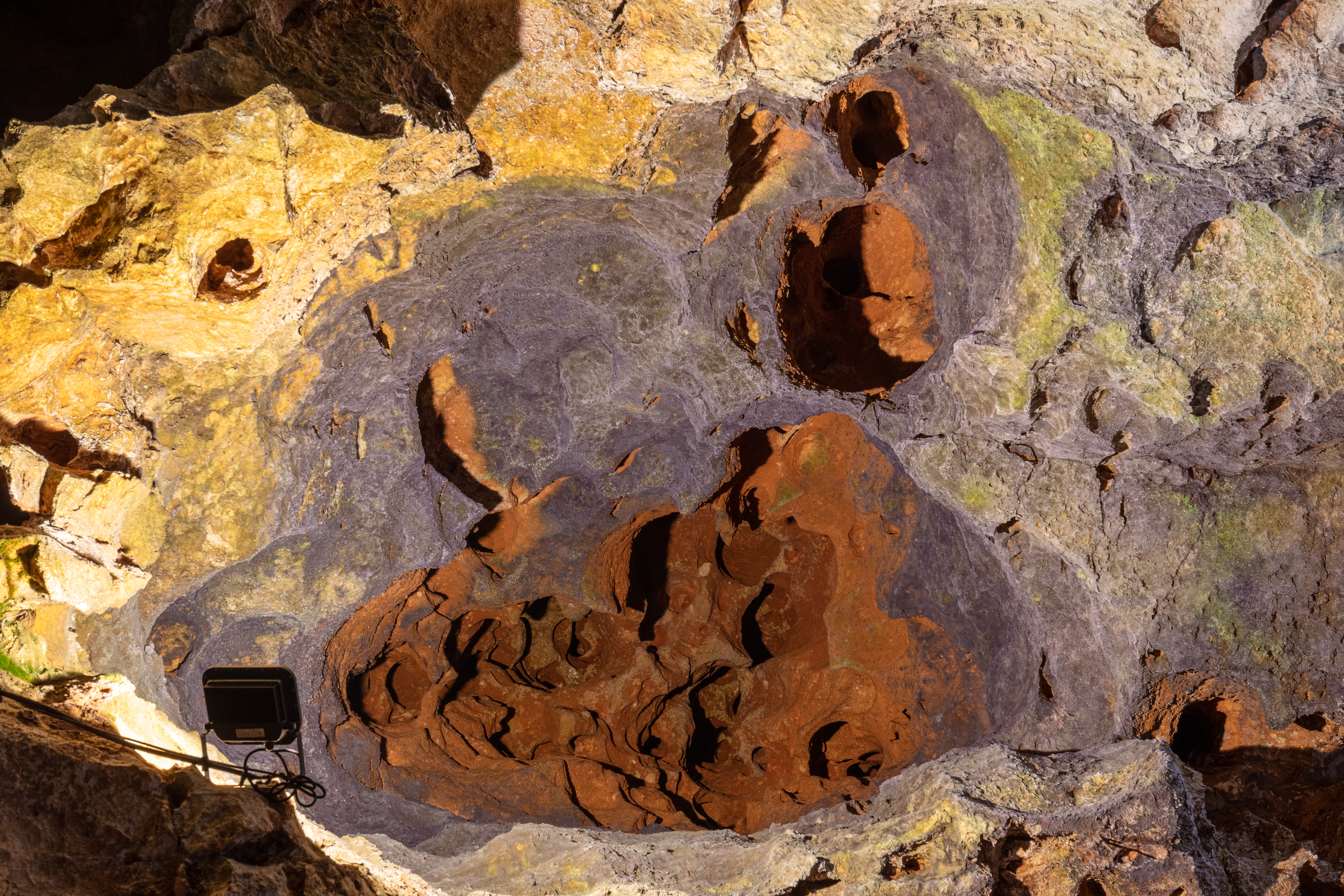
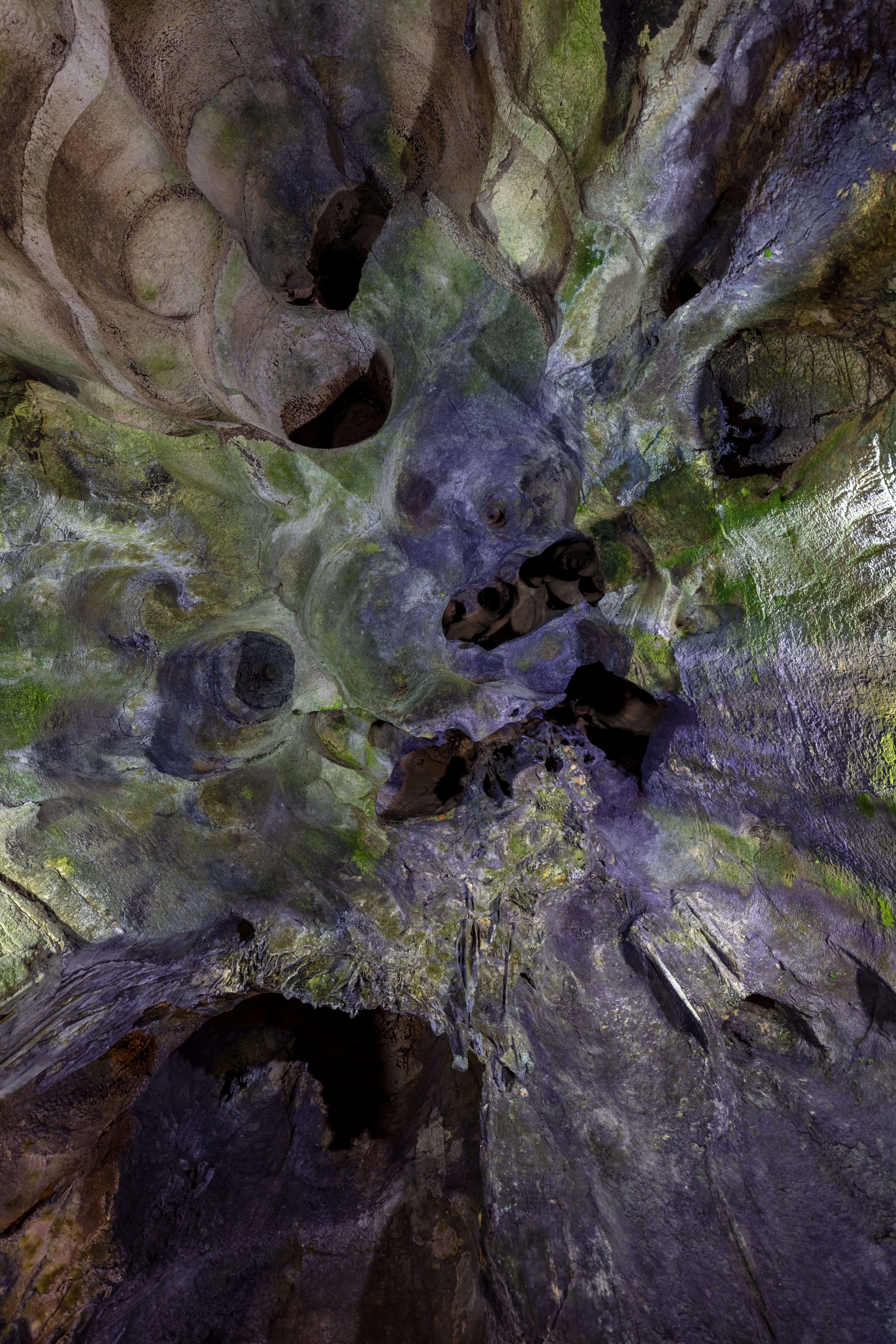